# Anya Corazon
Anya Corazon è un personaggio dei fumetti statunitensi pubblicati da Marvel Comics. Creata da Fiona Kai Avery (testi) e Mark Brooks (disegni), la sua prima apparizione avviene in Amazing Fantasy (vol. 2 ) n. 1, nell'agosto 2004.

## Biografia del personaggio
Aña Sofia Corazon è una studentessa liceale newyorkese di origine messicana. Una sera assiste a un conflitto a fuoco tra organizzazioni criminali nel quale resta ferita mortalmente ma viene salvata grazie all'intervento di Miguel, membro di una delle due organizzazioni, la Società del Ragno, nonché stregone, che le trasferisce parte delle sue energie donandole anche una forza e un'agilità super-umane, facendosi tramite di un'entità chiamata il Cacciatore, che le fornirà una esoscheletro da combattimento.
Sentendosi in debito con la Società del Ragno, la cui copertura è data dalla WebCorps una società fondata da Ezekiel Sims, Anya, la cui madre faceva parte della società, inizia a collaborare. Si confeziona così un costume da supereroina, utilizzando il nome in codice di Araña.
Ma anche l'altra organizzazione, la Sorellanza della Vespa, aveva reclutato un nuovo agente, Amun, che frequenta lo stesso liceo di Anya, di cui scopre presto l'identità segreta. Amun, minaccia Araña di attaccare la sua famiglia se avesse continuato a collaborare con la Società del Ragno ma, dopo un incontro con Spider-Man, Anya decide di continuare lo stesso la sua carriera di eroina e, nello scontro con Amun, riesce a sconfiggerlo. Scopre poi di essere in possesso dello “spirito del cacciatore”.

### La tregua
In seguito Amun chiede una tregua ad Anya, poiché la Sorellanza della Vespa ha assoldato Jade un criminale messicano dotato di poteri mentali, probabilmente responsabile della morte del padre del ragazzo e della madre di Anya. Quest'ultima corre ad affrontare Jade, ma viene fermata da Miguel mentre il criminale riesce a dileguarsi con l'aiuto della Sorellanza. Poco dopo Miguel e Anya riescono a rintracciare Jade, che finisce apparentemente ucciso nel tentativo di fuga. Anya alla fine scopre che Jade non è il responsabile della morte della madre, e, nel corso della battaglia finale contro la Sorellanza, riesce a sconfiggere il cacciatore avversario, ma Miguel perde la vita. Sconvolta da quanto accaduto, Anya decide, da ora in avanti, di agire da sola.

### L'alleanza, la morte e la resurrezione spazio temporale
Ma ben presto dovette allearsi con altri eroi per formare la Lega dei Perdenti, allo scopo di sconfiggere Chronok, un criminale proveniente dal futuro con l'intenzione di conquistare il mondo. Nel corso della battaglia Araña viene uccisa, ma i suoi compagni riescono a recarsi nel futuro, riuscendo, non solo a impedire a Chronok di uccidere tutti i supereroi del presente, ma anche a riportare in vita Anya.

### L'incontro con Ms. Marvel e Wonder Man
Tempo dopo Anya, ormai indipendente dalla sua famiglia, nel corso di una rapina alla tavola calda dove lavora, incontra Ms. Marvel e Wonder Man, due rappresentanti del Governo degli Stati Uniti che la stavano cercando per convincerla a firmare l'Atto di Registrazione dei super-umani. Anya è così costretta a rivelare la propria identità alla sua famiglia. Viene successivamente addestrata nell'uso dei suoi poteri direttamente da Carol Danvers che Anya inizia a considerare quasi come una madre. In seguito partecipa alla cattura della fuggiasca Arachne e a uno scontro con il Robot dell'Apocalisse dove rimarrà ferita gravemente. Il padre di Anya chiederà un'ingiunzione che impedisca a Miss Marvel, sotto la cui tutela era stata posta Araña, di avvicinarsi alla ragazza; ma le due eroine lavoreranno comunque insieme per aiutare Arachne a ritrovare la figlia scomparsa.

### Il Burattinaio
Successivamente Araña è stata catturata dal Burattinaio che l'ha trasformata in una delle sue marionette viventi, ma, grazie all'intervento di Ms. Marvel, riesce a liberarsi del controllo mentale del criminale, ed in seguito, assieme alla sua istruttrice, ha affrontato e sconfitto l'alieno Cru e dei membri della razza della Covata. Durante la Tetra Caccia all'Uomo Ragno, Anya viene coinvolta e catturata dalla famiglia Kraven insieme ad Arachne e Madame Web. Quando l'Uomo Ragno sconfigge Kraven, Arachne diventa la nuova Madame Web e passa il costume ad Anya, questa inizia ad essere chiamata Spider Girl.

## Poteri e abilità
Araña possiede una forza super-umana: ha la capacità di scalare i muri e compiere degli enormi balzi. Questi poteri sono amplificati dall'esocheletro che lei stessa può richiamare, e la cui resistenza la protegge dagli impatti e dalle armi da fuoco. Inoltre Araña possiede lo “spirito del cacciatore” che la trasforma in una formidabile guerriera.

## Altri media

### Televisione
- Anya Corazon (nei panni di Spider-Girl) compare nella serie animata Spider-Man. In questa versione è la migliore amica di Peter Parker (Spider-Man), Miles Morales (Ultimate Spider-Man), Gwen Stacy (Ghost-Spider) e Harry Osborn (Hobgoblin), nonché una delle migliori studenti della Horizon High.
- Anya Corazon (nei panni di Spider-Girl) compare anche nella serie animata Marvel Super Hero Adventures.
- Anya Corazon (nei panni di Iron Spider) è ricomparsa nuovamente nella serie animata Iron Man e i suoi fantastici amici.

### Cinema
- Anya Corazon, nei panni di Spider-Girl, compare nel film d'animazione Spider-Man: Across the Spider-Verse (2023): qui fa parte della Spider-Society di Miguel O'Hara.
- Anya Corazon compare come una delle protagoniste nel quarto film del Sony's Spider-Man Universe Madame Web (2024), interpretata da Isabela Merced. In questa versione del personaggio è un'adolescente che vive da sola a causa della deportazione di suo padre qualche tempo prima. Dopo essere stata presa di mira da un misterioso nemico chiamato Ezekiel Sims, le cui visioni profetiche lo portano a credere che lei potrebbe ucciderlo in futuro, Anya viene salvata da Cassandra "Cassie" Webb, che alla fine la addestra a diventare una supereroina, nota come Araña, insieme alle sue compagne (Julia Cornwall e Mattie Franklin).